# Karînovasî
Karînovasî este locul bătăliei în care Mircea cel Bătrân a învins o oștire de achingii în anul 1393.
Mai multe cronici turcești din secolele XV-XVI scriu că, în timp ce armata lui Baiazid se întorcea împotriva emirului de la Kostamonu care se revoltase în Anatolia, Mircea a atacat un corp de achingii și l-a distrus în totalitate. Acest fapt de arme a avut loc la „Karînovasî”, ceea ce înseamnă în limba turcă „câmpia lui Karina”. Pentru a poziționa acest loc, Nicolae Iorga a propus „câmpia de la Karina sau Kadina” tot la fel de dificil de identificat, iar Petre P. Panaitescu propunea locația Cavarna-Carvuba, la est de Balcic. Mai recent, într-un studiu care îmbogățește dosarul istoric cu mai multe mărturii inedite, Aurel Decei a încercat să identifice „Karînovasî” ca fiind Karinâbâd sau Karnabad, un mic oraș la sud de lanțul muntos balcanic pe care bulgarii îl numesc astăzi Karnobat. Suportul principal al acestei ipoteze, propusă deja de Jireček, este că ova în limba turcă înseamnă „câmpie, câmp, vale”, iar âbâd în persană înseamnă „loc locuit, cultivat, productiv”. Dar această demonstrație prezintă o falie majoră: de la Dunăre la Karnobat sunt aproximativ 150 km în linie dreaptă, ceea ce înseamnă mai mult de 300 km călare, în pământ de ocupație turcă. Și între aceste peregrinări, Mircea ar fi trebuit sa facă față unei lupte sângeroase împotriva unui corp de armată turc dintre celei mai de temut. Ce interes putea avea Mircea să se aventureze atât de departe de țara sa deja amenințată de căderea Bulgariei și a Dobrogei?
În imposibilitatea de a accepta una dintre cele două interpretări deja propuse pentru localizarea lui „Karînovasî”, Emil Turdeanu propune o alternativă: 
Karina este o transcriere a numelui sârb al regiunii Krajina care se întinde de-a lungul malului drept al Dunării de la Đerdap la vărsarea Timocului. În limba turcă ca și în maghiară, nu există grupul de consoane cr : crèche din limba franceză devine câreș în turcă precum Criș din română devine Körös în maghiară iar kralj din slavă dă király în maghiară. Astfel Krajina e schimbat prin metateză în Karina, și Krajinovo Polje (adică „câmpia de la Krajina”) a devenit „Karînovasî” (-sî fiind un sufix gramatical turc).
Tot din această câmpie a plecat, în 1391, invazia achingiilor lui Firuz bei către Țara Românească, și deci este tot aici că Mircea putea ataca fără a se indepărta imprudent de bazele sale pentru a-și apăra granițele și în încercarea de a-și ajuta ruda, Sracimir din Vidin.
Acest atac neașteptat în sud-vestul Țării Românești explică, de asemenea, absența lui Mircea de la Silistra în sud-estul țării și căderea acesteia - care avea ca apărători numai garnizoana locală precum și graba cu care sultanul Baiazid Ilderîm a organizat campania de represalii împotriva Țării Românești în 1394 - 1395.